# 萨尔卡沃
萨尔卡沃（法語：Sarrecave，法語發音：[saʁkav]）是法国上加龙省的一个市镇，属于圣戈当区。

## 地理
萨尔卡沃（43°12'54"N, 0°35'45"E）面积2.49 平方千米，位于法国奧克西塔尼大區上加龙省，该省份为法国西南部内陆省份，西南端与西班牙接壤，自此顺时针与上比利牛斯省、热尔省、塔恩-加龙省、塔恩省、奥德省和阿列日省接壤。
与萨尔卡沃接壤的市镇（或旧市镇、城区）包括：巴莱斯塔、拉罗克、尼藏热斯。

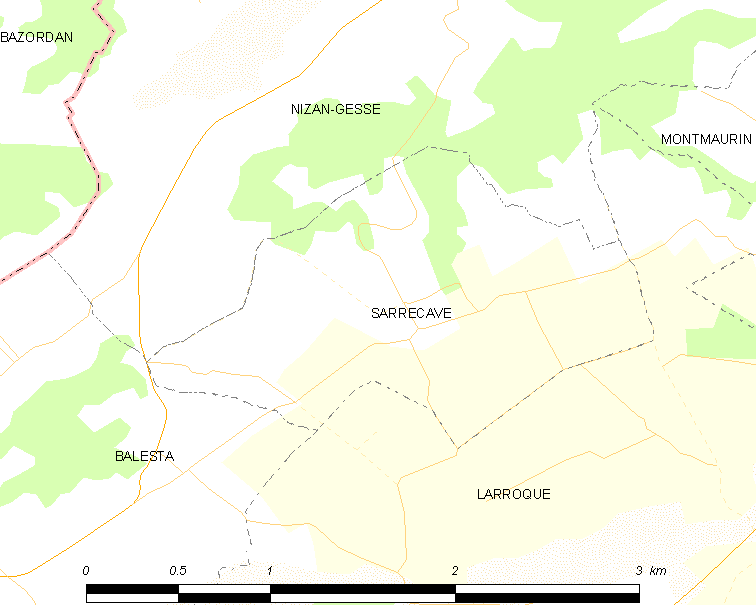
萨尔卡沃的OSM定位图

萨尔卡沃的时区为UTC+01:00、UTC+02:00（夏令时）。

## 行政
萨尔卡沃的邮政编码为31350，INSEE市镇编码为31531。

## 政治
萨尔卡沃所属的省级选区为圣戈当县。

## 人口

1962-2008年间萨尔卡沃人口变化图示

萨尔卡沃于2022年1月1日时的人口数量为72人。